# دوغ مارتن (لاعب غولف)
دوغ مارتن (بالإنجليزية: Doug Martin)‏ هو لاعب غولف أمريكي، ولد في 8 ديسمبر 1966 في بلوفتن في الولايات المتحدة.

## وصلات خارجية
- دوغ مارتن على موقع رابطة لاعبي الغولف المحترفين (الإنجليزية)
- دوغ مارتن على موقع التصنيف العالمي الرسمي للغولف (الإنجليزية)